# チャンバラトリオ
チャンバラトリオは、日本のお笑い芸人グループである。活動終了時点の所属事務所はよしもとクリエイティブ・エージェンシー（現：吉本興業）。時代劇風のチャンバラを主題とした、剣劇に加えハリセンを使っての体を張ったネタを披露した。
結成時は3人組だったため名前をトリオとしたが、4人組だった時代が長い。最末期の生存メンバーが2人となって以降も一貫して名前は変更されなかった。
2015年5月12日、リーダーの山根伸介が京都・祇園花月の舞台で会見を行い、52年続いたグループの解散を発表した。
愛称は「チャントリ」。

## グループ概要
活動時の衣装は着物や袴など小道具に至るまで完全な時代劇様式であるが、頭にはかつらをつけない。舞台上で剣劇風のコントを見せ、ボケ役の顔や頭などをハリセンで叩いてつっこむ。一発叩かれると、大きな音とともに痛がるのがお約束となっている。ちなみに現在、芸人のネタとしてハリセンを使うことはテレビのバラエティ番組などでも珍しくなくなったが、それを考案したのはメンバーの南方であり、使用したのはチャンバラトリオが最初。使用するハリセンは、南方自らが作り特注の厚紙を使用する。
結成時のメンバーである山根、南方、伊吹の3人は元々は東映京都撮影所で斬られ役をやっていた俳優であり、お笑いの枠にははまらない本格的な殺陣をネタに取り入れた。時には時代劇の演技指導なども行うこともあった。
主な弟子にチャンバラJr.（現在はチャンバラZおよびチャンバラチャンネルとして活動）、宮川花子、青野敏行、平山昌雄、小川リエ（ハリセン娘）、団トリオ（解散）らがいる。チャンバラJr.とはチャンバラ軍団またはチャントリ軍団としての活動も行なった。

## メンバー

### 解散時のメンバー
- 山根 伸介（やまね しんすけ、1937年2月15日 - 2015年11月14日）

本名は山根 利雄（やまね としお）。通称は（山根の）ドンちゃん。東映時代の芸名は高根 利夫（たかね としお）。京都市出身。170cm。リーダー。脚本、構成、ツッコミ担当。京都市立西京高等学校卒業、日本大学芸術学部中退。「東映剣会」幹部。阿部九州男に師事。1960年に明治座で初舞台。熱狂的な巨人ファンとしても知られる。脳溢血で倒れるも、復帰。現在吉本に所属する「チャンバラJr.」は、山根が命名した。ぴのっきをの2人が弟子についていた時期がある。2015年5月12日のグループ解散発表の際に、みずからが肝臓がんを患っていることを公表した。同年11月14日、肝臓がんのため死去。78歳没。
- 志茂山 高也（しもやま たかや、1944年8月21日 - ）

本名は末安 高也（すえやす たかや）。福岡県大牟田市出身。170cm。ツッコミ担当。東映京都の斬られ役集団「ピラニア軍団」幹部を経て、1994年より加入。

### 元メンバー
- 南方 英二（みなかた えいじ、1932年11月21日 - 2010年2月26日）

本名は楠本 喜八郎（くすもと きはちろう）。和歌山県田辺市出身。頭（かしら、「経歴」の項で後述）、ハリセン係。和歌山県立田辺高等学校卒業。兄で俳優だった楠本健二を頼って1955年7月に東映に入社。「東映剣会」幹部。萬屋錦之介に師事。1965年に明治座で初舞台。趣味は競輪で、ゲストとして競輪中継への出演歴も多数ある。晩年は映画・Vシネマでのバイプレーヤーとしても活躍した。2010年2月26日20時33分、肝硬変のため大阪府内の病院で死去。77歳没。
- 伊吹 太郎（いぶき たろう、1937年5月31日 - ）

本名及び東映時代の芸名は伊吹 幾太郎（いぶき いくたろう）。京都府京都市出身。ボケ担当。主にハリセンの叩かれ役。『久米宏のTVスクランブル』（日本テレビ）での「ハリセンおじさん」でも改めて有名になった。「東映剣会」会員で、大友柳太郎に師事。1965年に明治座で初舞台。1994年に経済的な理由で吉本興業との専属契約を解除され脱退。夫人は吉本新喜劇のヒロインだった片岡あや子（1945年 - 1993年）。
- 結城 哲也（ゆうき てつや、1941年9月9日 - 2021年1月4日）

ツッコミ担当。同志社大学中退後の1965年に東映入社後高倉健に師事し、任侠映画の端役などを経てメンバーとなった。暴力団関係者との不明朗な交際や賭博などを指摘され脱退をし、吉本興業を去ることになった。1990年代より現在も続く人気ビデオ映画シリーズ『ミナミの帝王』のプロデューサーとなり、ヤクザの親分役で出演もしている。脱退後の芸名は「ゆうき 哲也」（一時「ゆう輝 哲也」に改名）。晩年は糖尿病で療養していた。2021年1月4日、敗血症のため死去。79歳没。
- 山根 一輝（やまね いっき）

山根伸介の長男。父・伸介が病気で倒れ、結城脱退後に仲間入りをする。伸介復帰後は引退。現在は山根敏功の名でケーブルテレビの洛西ケーブルビジョンでプロデューサーをしている。
- 前田 竹千代（まえだ たけちよ、1952年12月23日 - 2008年11月9日）

本名は宮川 定徳（みやがわ さだのり）。大分県出身。ボケ担当。大分県立高田高等学校卒業後、サラリーマン（日立造船）を経て松竹芸能タレント養成所に入る。1977年にチャンバラトリオに入門し、1979年に前田五郎の弟子である前田犬千代と「前田犬千代・竹千代」を結成し翌年3月に初舞台。解散後は引き続きチャンバラトリオの弟子を務めていたが、1994年より加入。ハリセンで叩かれて「なーんとも思てません」などのギャグがあった。2008年11月9日9時22分、胃がんのため入院していた大阪市内の病院で死去。55歳没。

## 経歴
- 1961年 「映画ブルーリボン技術賞」受賞。
- 1963年3月　山根、南方、伊吹の3人で結成。千日劇場をホームグラウンドにする。呼びかけたのは最年長の南方だが、健康上の理由から山根がリーダーとなる。南方は「頭」（かしら）と呼ばれる。
- 1966年 「京都市民映画技術賞」受賞。
- 1968年 南方が病気療養のため休養し、結城が加入。その後南方が復帰して4人となるもグループ名はそのまま。
- 1972年 「第7回上方漫才大賞」奨励賞を受賞。
- 1976年 「第11回上方漫才大賞」大賞、「第5回上方お笑い大賞」金賞、「第11回NHK上方漫才コンテスト」優秀賞を受賞。
- 1980年 結城が不祥事で休養。
- 1983年 結城が脱退。
- 1990年 結城が復帰。
- 1994年 伊吹、結城が脱退、志茂山、前田が加入。
- 1995年8月29日 チャンバラトリオの個人事務所「ツルギ企画」が不渡りを出し、取締役の南方・山根が苦境に立たされる[4]。
- 2008年 前田が死去。
- 2010年 南方が死去。
- 2015年 解散を発表。山根伸介が死去。
- 2021年 結城哲也が死去。

## CD・カセット
- 男の岬／女のいのち（山根、1988年12月1日、コロムビア）

## 映画
- 酒と女と槍（1960年、東映）- 介錯人
- 唐獅子株式会社（1983年、東映）- 志茂山

- 十七人の忍者（1963年7月7日、東映）- 城の家士
- 監獄博徒（1964年10月21日、東映）- 瀬戸口組若衆
- 大坂ど根性物語 どえらい奴（1965年10月24日、東映）- 駕花の若い衆
- 兄弟仁義（1966年4月23日、東映）- 仁義盃後見の若衆
- 大忍術映画 ワタリ（1966年7月21日、東映）- 雲組下忍
- 怪竜大決戦（1966年12月21日、東映）- 大乗の家来
- 兄弟仁義（1966年12月31日、東映）- 老松組乾分
- 一心太助 江戸っ子祭り（1967年4月20日、東映）- 転倒する魚屋、丹波守用人
- 日本暗黒史 血の抗争（1967年、東映） - 藤巻の子分
- 極道罷り通る（1972年、東映） - 鈴木石松
- 山口組三代目（1973年、東映）
- 三池監獄 兇悪犯（1973年、東映） - 柳川の与吉
- ザ・カラテ（1974年、東映） - 団
- 極悪拳法（1974年、東映） - 周
- 殺人拳シリーズ（1974年、東映）
  - 激突! 殺人拳 - 趙英達
  - 殺人拳2 - 新星建設社員
  - 逆襲! 殺人拳 - 大和田の配下
- 山口組外伝 九州進攻作戦（1974年、東映）
- 三代目襲名（1974年、東映） - 山口組若衆
- 県警対組織暴力（1975年、東映）
- 暴力金脈（1975年、東映）
- 激突! 合気道（1975年、東映） - 松井寅吉
- 極道社長（1975年、東映）
- 実録外伝 大坂電撃作戦（1976年、東映）
- 暴走パニック 大激突（1976年、東映） - 軽トラ運転手
- ラグビー野郎（1976年、東映） - パトカーの警官
- 新仁義なき戦い 組長最後の日 （1978年） - 常本政吉
- 女必殺五段拳（1976年、東映） - 田所
- バカ政ホラ政トッパ政（1976年、東映） - 四郎
- 沖縄やくざ戦争（1976年、東映） - 稲福
- やくざの墓場 くちなしの花（1976年、東映） - 水谷
- やくざ戦争 日本の首領（1977年、東映） - 入江康夫
- 毒婦お伝と首切り浅（1977年、東映） - 刑事
- 大奥浮世風呂（1977年、東映） - 榊原
- 北陸代理戦争（1977年、東映） - 佐藤
- ピラニア軍団ダボシャツの天（1977年、東映） - 警官
- 恐竜・怪鳥の伝説（1977年、東映） - アマチュアカメラマン
- 日本の仁義（1977年、東映） - 長谷
- 仁義と抗争（1977年、東映） - 勝又
- ドーベルマン刑事（1977年、東映） - 神谷昇
- 日本の首領 野望篇　（1977年、東映） - 東野陽介
- 宇宙からのメッセージ （1978年、東映） - ゲリラ戦士
- 冬の華（1978年、東映） - 酒匂のグループ
- 赤穂城断絶（1978年、東映） - 赤埴源蔵
- 日本の首領 完結篇（1978年、東映） - 前田豊
- 沖縄10年戦争（1978年、東映） - 瀬長良安
- 赤穂城断絶（1978年、東映） - 赤埴源蔵
- その後の仁義なき戦い（1979年、東映） - 柿沼真治
- 総長の首（1979年、東映）
- 真田幸村の謀略（1979年、東映） - 千足
- 影の軍団 服部半蔵（1980年4月１日、東映）- 流七(下の半蔵配下)
- 徳川一族の崩壊（1980年、東映） - 入江九一
- 魔界転生（1981年、東映）
- 好色花電車（1981年、ピンクリボン賞映画製作実行委員会）
- みんな〜やってるか!（1995年、日本ヘラルド映画） - 相手方の幹部

南方
- 風、スローダウン（1991年）
- 大阪パチンコ物語 浪花の勝負師（1992年）ケイエスエス
- ソナチネ（1993年、松竹） - 刺客
- ビリケン（1996年、シネカノン） - 通天閣観光株式会社専務
- セピア色の風景（2000年、人権・同和教育映画 / 共和教育映画社） - 医師
- お父さんのバックドロップ（2004年、シネカノン） - 下田松之助
- かぞくのひけつ（2006年、シマフィルム） - 家主の近藤

## テレビドラマ
- 遠山の金さん捕物帳（NET→テレビ朝日） ※ 志茂山高也のみ出演
  - 第3話「鼠が愛した女」（1970年7月26日） - 浪人
  - 第13話「白州で殺された男」（1970年10月4日） - 侍
  - 第15話「こんど殺される男」（1970年10月18日） - 子分
  - 第43話「駆け落ちした女」（1971年5月2日） - 人足
  - 第67話「世にも気楽な男」（1971年10月17日） - 子分
  - 第68話「泥棒志願の男」（1971年10月24日） - 三浜屋の子分 （ノンクレジット）
  - 第78話「赤ちゃんを盗んだ男」（1972年1月2日） - 疾風組
  - 第107話「かんざしに泣いた女」（1972年7月23日） - 辻仙之助
  - 第123話「大安吉日に裁かれた女」（1972年11月12日）
  - 第134話「過去を失った男」（1973年1月28日）
  - 第165話「玉の輿を蹴る女」（1973年9月2日）
- 大岡越前（TBS / C.A.L）※ 志茂山高也のみ出演
  - 第3部 第24話「人情の罠」（1972年11月27日）
  - 第4部
    - 第1話（1974年10月7日）
    - 第10話「大江戸無法地帯」（1974年12月9日）

  - 第5部
    - 第7話「かけた情けに怨みの十手」（1978年3月20日）
    - 第12話「唐獅子の復讐」（1978年4月24日）

  - 第7部 第23話「闇に閃く恐怖の邪険」（1983年9月26日）
  - 第8部
    - 第8話「美女を餌食の悪徳仁術」（1984年9月10日）
    - 第21話「凶賊お役者小僧」（1984年12月10日）

  - 第9部
    - 第8話「恋しい父は逃亡者」（1985年12月16日）
    - 第21話「盗賊を強請った男」（1986年3月17日）
    - 第23話「兵助に隠し子がいた！」（1986年3月31日）

  - 第10部
    - 第2話「匂い袋に隠された殺意」（1988年3月7日）
    - 第14話「闇夜に迫る辻斬りの恐怖」（1988年5月30日）
    - 第21話「狙われた赤ん坊」（1988年7月18日）

  - 第11部 第15話「怨念消した花嫁姿」（1990年7月30日）
  - 第12部
    - 第3話「悪に溺れた凄腕同心」（1991年10月28日）
    - 第11話「娘が消えた化け物屋敷」（1991年12月23日）
    - 第20話「帰らぬ父は御金蔵破り」（1992年3月2日）

  - 第13部
    - 第9話「秋刀魚の煙が目にしみた」（1993年1月11日）
    - 第11話「情けに泣いたお役者小僧」（1993年1月25日）
    - 第26話「江戸を守った大岡裁き」（1993年5月10日）
- 水戸黄門（TBS / C.A.L）第2部～第22部　※ 志茂山高也のみ出演
  - 第2部 第2話「暗殺 -郡山-」（1970年10月5日）- 関所役人
  - 第3部 
    - 第15話「忍びの掟 -伊賀上野-」（1972年3月6日）- 忍び
    - 第20話「帰って来た男 -土佐-」（1972年4月10日）- 乾分

  - 第4部 第29話「しのびの殿さま -郡山-」（1973年8月6日）- 下っ引き寅
  - 第6部 第25話「海道一の大盗人 -金谷-」（1975年9月15日）- 役人
  - 第7部
    - 第11話「津軽こぎん -弘前-」（1976年8月2日）- 牢番
    - 第16話「突っ走れ!! 韋駄天野郎 -鶴岡-」（1976年9月6日）- 出羽屋の子分
    - 第32話「高嶺の花が俺の嫁‼ -高崎-」（1976年12月27日）- 高崎藩士

  - 第8部 第7話「助さんの身替り亭主 -掛川-」（1977年8月29日）- 伊兵衛の子分
  - 第9部
    - 第1話「北国への旅立ち -水戸-」（1978年8月7日）- 小野塚の用人
    - 第26話「代官を救った文庫・佐野」（1979年1月29日）- 下野屋の人足

  - 第10部
    - 第22話「赤い財布の恩返し -馬籠-」（1980年1月14日） - 源兵衛の子分
    - 第23話「めざす敵はお殿様 -高遠-」（1980年1月21日） - 熊五郎の子分

  - 第11部 第13話「陰謀あばいた俵牛 -陸前高田-」（1980年11月10日） - 雲助
  - 第12部 第21話「湯気に隠れた悪企み -山中-」（1982年1月18日） - 役人
  - 第13部 第21話「身替り八兵衛お殿様 -唐津-」（1983年3月7日）
  - 第14部
    - 第14話「鬼と呼ばれた黄門様 -本庄-」（1984年1月30日） - 百姓
    - 第18話「人情紅花夫婦染 -米沢-」（1984年2月27日） - 小者
    - 第26話「湯けむり格さん子守唄 -山中-」（1984年4月23日） - 百姓

  - 第15部
    - 第5話「闇を斬る! 怪傑白頭巾 - 宇和島 -」（1985年2月25日）
    - 第9話「異国の姫は瓜二つ -長崎-」（1985年3月25日）- 青竜の手下B
    - 第28話「助さんは替え玉亭主 -岐阜-」（1985年8月5日）- 中盆
    - 第34話「女壺振り 仇討ち悲願 -松井田-」（1985年9月16日）- 子分

  - 第16部
    - 第7話「花火に賭けた父娘の意地 -岡崎-」（1986年6月9日） - 鍵政の子分
    - 第13話「想い叶えた愛の組紐 -膳所-」（1986年7月21日） - 権兵衛の子分
    - 第19話「泣く子にゃ勝てぬ悪企み -福井-」（1986年9月1日） - 用心棒

  - 第17部
    - 第15話「南国土佐のいごっそ女房 -高知-」（1987年12月7日）- 刺客
    - 第19話「悪を懲らした石見神楽 -浜田-」（1988年1月4日）
    - 第26話「旅の終わりの波瀾万丈 -大坂・江戸-」（1988年2月22日）

  - 第18部
    - 第10話「仇討ち木曽節仁義 -木曽福島-」（1988年11月14日）
    - 第19話「幸せ運んだ子守唄 -島原-」（1989年1月23日）
    - 第29話「母恋し涙の馬子唄 -三島-」（1989年4月3日）
    - 第32話「飴屋の幽霊 -川崎-」（1989年4月24日）

  - 第19部
    - 第4話「大望隠した離縁状 -三春-」（1989年10月16日）- 勘定方役人
    - 第9話「野望を砕く薪能 -鶴岡-」（1989年11月20日）- 用人
    - 第12話「仇討ち悲願の名人芸 -一関-」（1989年12月11日）- 供侍
    - 第26話「仇討ち小諸馬子唄 -小諸-」（1990年3月26日）- 高遠藩士
    - 第27話「邪念払った鬼瓦 -深谷-」（1990年4月2日）- 赤井

  - 第20部
    - 第4話「偽黄門は正義の味方 -島田-」（1990年11月19日）- 役人
    - 第38話「呑ん兵衛医者の秘密 -酒田-」（1991年7月29日）- 子分
    - 第44話「涙で染めた紅花紬 -山形-」（1991年9月9日）- 侍

  - 第21部
    - 第1話「悪鬼が巣喰う岡崎城 -水戸・岡崎-」（1992年4月6日）- 紋造の子分
    - 第4話「母恋し娘馬子唄 -米子-」（1992年4月27日）- 関谷配下の侍
    - 第12話「無念晴らした夢芝居 -人吉-」（1992年6月22日）- 藩士
    - 第23話「母の秘密は卍の入れ墨 -敦賀-」（1992年9月7日）
    - 第29話「狙われた御用金 -高崎-」（1992年10月19日）

  - 第22部
    - 第8話「仇討ち悲願の旅芝居 -桑名-」（1993年7月5日）
    - 第14話「悪を懲らした姫だるま -松山-」（1993年8月16日）
    - 第17話「正義で織った大島紬 -鹿児島-」（1993年9月6日）
    - 第28話「響け正義の御陣乗太鼓 -輪島-」（1993年11月22日）

  - 第31部
    - 第11話「狙われた浪花の大商人 -大坂-」（2003年1月6日） - 茂蔵 ※山根伸介のみ出演
    - 第13話「うまい鯛にゃ裏がある -明石-」（2003年1月20日） - 堺屋文蔵（南方英二）、服部源右衛門（志茂山高也）
- 座頭市物語（フジテレビ系/勝プロダクション）（1974年～1975年）
  - 第3話「祥月命日いのちの鐘」（1974年10月17日）
- 必殺シリーズ
  - 必殺必中仕事屋稼業 第2話「一発勝負」（1975年） - 人足
  - 必殺仕事人V・風雲竜虎編 第5話 「一夫多妻家族 悲しき暴走」（1987年） - 以蔵
  - 必殺スペシャル・新春 大暴れ仕事人! 横浜異人屋敷の決闘（1990年）
- 遠山の金さん （杉良太郎版）第1シリーズ (テレビ朝日) ※ 志茂山高也のみ出演
  - 第30話「暗闇の銃声を消せ!!」（1976年）
  - 第78話「怨念の刃がとんだ」（1977年）
  - 第83話「しじみに咲く花」（1977年）
  - 第92話「雷雨の中の女」（1977年）
  - 第99話「奈落におちた玉の輿」（1977年）
- 江戸を斬る（TBS / C.A.L）※ 志茂山高也のみ出演
  - 江戸を斬るII
    - 第13話「鱈に当たって死んだ奴」（1976年）- 中盆
    - 第16話「燃える牢獄」（1976年）- ごろつき
    - 第20話「娘目明し」（1976年）- 子分
    - 第26話「美しい復讐鬼」（1976年）
    - 第28話「天保の夜明」（1976年）- 捕り方

  - 江戸を斬るIII
    - 第2話「狼たちの掟」（1977年）
    - 第3話「金四郎の縁談」（1977年）
    - 第7話「殺しの爪痕」（1977年）
    - 第9話「暗闇の追跡」（1977年）
    - 第10話「恐怖の辻斬り」（1977年）- 長屋の男
    - 第11話「女だてらに河内山」（1977年）
    - 第12話「殴られた水戸烈公」（1977年）
    - 第15話「狙われた亥の刻小僧」（1977年）- 長次の手下（ノンクレジット）
    - 第20話「悪徳検校」（1977年）

  - 江戸を斬るV 第9話「父の無念を子が晴らす」（1980年）
  - 江戸を斬るVII
    - 第6話「桃の節句の鬼退治」（1987年）
    - 第13話「藤の花の殺意」（1987年）
    - 第23話「鬼が狙った唐人形」（1987年）

  - 江戸を斬るVIII 第7話「火炎地獄は悪の罠」（1994年）
- 桃太郎侍（1976-81年、日本テレビ）※ 志茂山高也のみ出演
  - 第34話「儚い恋の花いちもんめ」
  - 第71話「親子十手に花が咲く」
  - 第105話「北の岬の渡り鳥」
  - 第109話「笛吹き若様町人志願」
  - 第135話「妖しの花を咲かせる女」
  - 第162話「顔に傷のある女」
  - 第172話「つばめに惚れた鉄砲玉」
  - 第180話「南蛮火薬に火をつけろ!」
  - 第195話「桃太郎はかぐや姫?」
  - 第230話「すずめの涙三千両」
  - 第247話「渡世の意地通します」
- 暴れん坊将軍シリーズ（ANB / 東映） ※ 志茂山高也のみ出演
  - 吉宗評判記 暴れん坊将軍
    - 第24話「七里飛脚は鬼より恐い」（1978年7月1日） - 小者
    - 第27話「柳生一族を斬る女」（1978年7月22日）
    - 第42話「燃える男と莫蓮女」（1978年） - 客
    - 第50話「味一番! 細腕べんとう」（1979年） - 升屋の若い衆
    - 第52話「失脚!大岡越前守」（1979年） - ごろつき
    - 第68話「涙のにせ訴状」（1979年） - 速水
    - 第96話「お城の狸をいぶり出せ!」（1980年） - 庄太
    - 第99話「男、炎の土俵入り!」（1980年） - 北町同心
    - 第109話「天下晴れてのつまみ喰い」（1980年） - 武士
    - 第110話「立て! 江戸の若者たち」（1980年） - 人足
    - 第123話「女親分! め組のおさい」（1980年） - 仲間
    - 第129話「父よあなたは偉かった」（1980年） - 権助
    - 第148話「日本一の小泥棒」（1981年） - 仲間
    - 第161話「笑って散った流転の女」（1981年） - 百姓

  - 暴れん坊将軍II
    - 第9話「女泣かせの付けぼくろ」（1983年） - 和助
    - 第20話「花札地獄の甘い罠」（1983年） - 升六
    - 第41話「嵐を呼んだ身代わり観音」（1983年） - 松吉
    - 第53話「春に切ない夢芝居」（1984年） - 浪人
    - 第57話「突っ張り娘の手毬唄」（1984年） - 若い衆
    - 第62話「ほとんどビョーキの出たがり娘!」（1984年） - 治助
    - 第87話「粋な合羽の似合う奴!」（1984年） - 鉄治
    - 第95話「心やさしき仇討選手」（1995年） - 車曳き
    - 第107話「吉宗 狩り場の標的に起つ!」（1985年） - 水夫
    - 第128話「祭り囃子が刺客を招く!」（1985年） - 近習侍
    - 第142話「捨て子の父は辰五郎!?」（1986年） - 侍
    - 第147話「つめたい春の夫婦花!」（1986年） - 藩士
    - 第154話「吉宗泣かせた悪いガキ!」（1986年） - 男
    - 第163話「のぞきは下手な鬼同心!」（1986年） - 役人
    - 第169話「哀しい夜明けを待つ女!」（1986年） - 与力
    - 第177話「母哀し、裏切りの二重奏!」（1986年） - 岡っ引き

  - 暴れん坊将軍III
    - 第19話「知らぬが仏の紙風船」（1988年） - 番頭
    - 第20話「からくり盗っ人街道」（1988年） - 公家
    - 第31話「泣くな男だ!がまん坂」（1988年） - 役人
    - 第38話「さまよう鬼女の面」（1988年） - 沼垣
    - 第47話「激震! なまず武士の怒り」（1989年） - 御家人
    - 第54話「名奉行、なさけの仇討」（1989年） - 津田甚内
    - 第69話「浮世哀しや あだ花の女!」（1989年） - 木下
    - 第72話「おんなとおとこの夢芝居」（1989年） - 花房金吾
    - 第84話「夫婦そば危機一髪!」（1989年） - 久保
    - 第90話「花嫁の父は殺人者!?」（1989年） - 直松
    - 第97話「将軍琉球へ渡る 天下分け目の決闘」スペシャル（1989年）
    - 第103話「ひとりぽっちの夢飾り」（1989年） - 同心
    - 第107話「みちのく夫婦しぐれ」（1989年） - 音吉
    - 第115話「大岡越前、罷免さる!?」（1989年） - 中丸
    - 第123話「愛の漁火、九十九里に消えて」（1989年） - 文吉
    - 第124話「流転笠、江戸のつむじ風」（1989年） - 岡っ引き
    - 第129話「吉宗、しばし名残の大暴れ!」（1990年） - 浪人

  - 暴れん坊将軍IV
    - 第1話「ご生母、謎の失踪! 吉宗、江戸城決戦春一番!!」SP（1991年）
    - 第14話「恋の細道、通りゃんせ!」（1991年） - 池松
    - 第24話「汚名を晴らした恋女房」（1991年） - 浪人
    - SP「狙われた江戸城の花嫁!」（1991年）
    - 第39話「乙女の祈り お手つき志願!?」（1992年） - 安田源吾
    - 第47話「上様のとんだ剣客商売!」（1992年） - 大野藩々士
    - 第55話「鳩笛慕情! 姫君の供は将軍さま」（1992年） - 津軽伊豆守直義
    - 第65話「さらば! 悪名の男」（1992年） - 佐々木
    - 第69話「危うし! 吉宗、妖刀村正騒動」（1992年）- 堀兵助

  - 暴れん坊将軍V
    - 第5話「盗賊は炎の中に消えた」（1993年）- 池田兵助
    - 第10話「一目惚れ、仲良く危機一髪!」（1993年）- 林田
    - 第21話「毒牙を隠した花嫁」（1993年）- 岡っ引き
    - SP「おんな盗賊の恋、吉宗にしかけられた天下の大陰謀」
    - 第24話「悪をあばいた潮騒の娘」（1993年）- 旗本(二)
    - 第33話「鳶口一本、炎の男道!」（1994年）- 家臣(一)
    - 第41話「対決! みちのく恋風剣法」（1994年）
    - 第42話「木枯しも泣く迷子石」（1994年）- 仙太郎の父

  - 暴れん坊将軍VI
    - 第2話「標的は将軍様」（1994年） - 辻
- 長七郎天下ご免!（テレビ朝日）※　志茂山高也のみ出演
  - 第16話「風が運んだお姫さま」（1980年）- 仙次
  - 第33話「恋三味線に罠を張れ!」（1980年）- 伸介
  - 第57話「米なき里の豊年踊り」（1981年）- 又七
  - 第76話「おかち町、無情の嵐」（1981年）- 中間奴
- 遠山の金さん (高橋英樹版)（テレビ朝日）※　志茂山高也のみ出演
  - 第1シリーズ
    - 第33話「戦慄! 十五発の殺人爆裂弾!」（1982年）
    - 第38話「浮世絵が招いた将軍暗殺!」（1983年）
    - 第59話「潜入! 魔のめじろ御殿の女」（1983年）
    - 第71話「おんな一心太助と深海の美女!」（1983年）
    - 第82話「大奥潜入! 顔で笑って心で泣く母」（1984年）
    - 第92話「南海の女・琉球より愛をこめて!」（1984年）
    - 第101話「危険な潜入! 赤い殺意に燃えた女」（1984年）
    - 第123話「尼僧物語・禁じられた灼熱の恋!」（1984年）
    - 第137話「女子連れ旅・人の情けはいりませぬ!」（1985年）
    - 第140話「女用心棒・黒猫のお銀II "女は心が命です"」（1985年）
    - 第148話「女のいくさ・花も嵐も踏みこえて!」（1985年）

  - 第2シリーズ
    - 第3話「真珠の女・青い海が泣いてます!」（1985年）
    - 第13話「長崎から来た麗人・不知火太夫!」（1986年）
    - 第16話「肝っ玉一代女!」（1986年）
    - 第26話「愛を知らない女の愛!」（1986年）
    - 第32話「母の死の謎!」（1986年）
    - 第42話「遠山奉行最後のお裁き!」（1986年）
- 松平右近事件帳（1982-83年、NTV）※　志茂山高也のみ出演
  - 第16話「残された赤ん坊」
  - 第32話「帰ってきた土蔵破り」
  - 第51話「三つ葉葵を貫く銃弾」- 有馬の配下
  - 新・松平右近 第3話「地獄から還った男」
- 長七郎江戸日記（NTV / ユニオン映画）※　志茂山高也のみ出演
  - 第1シリーズ
    - 第2話「風流献上鷹始末」（1983年）
    - 第23話「夜明けのうた」（1984年）- 津久井
    - 第118話「長七郎最後の対決」（1986年）

  - 第2シリーズ
    - 第2話「意気に感ず」（1988年）
    - 第25話「咲くか、赦免花」（1988年）
    - 第43話「弟よ、小蝶涙舞い」（1989年）- 伊藤

  - 第3シリーズ 第37話「鉄火芸者の心意気」（1991年）- 藩士
- 新・なにわの源蔵事件帳 最終話「大浪花似顔活人形」（1984年3月28日、NHK）※南方英二のみ出演
- 月曜ドラマランド「おさわがせ剣士 赤胴鈴之助」（1985年、フジテレビ）
- 翔んだカップル（1982年、フジテレビ）
- 三匹が斬る! シリーズ（テレビ朝日）※　志茂山高也のみ出演
  - 三匹が斬る!
    - 第1話「十萬両!ここが名代の浮世風呂」（1987年） - 風呂屋の客
    - 第5話「空っ風、可愛い女の恨み文字」（1987年）
    - 第7話「勇み肌、男はご法度女人里」 - 雲助
    - 第11話「大逆転、絹街道の美女と悪い奴」（1988年） - 行商人
    - 第17話「人妻の、涙甘いかしょっぱいか」（1988年）  - 役人

  - 続・三匹が斬る!
    - 第3話「上様の、茶は甘いかしょっぱいか」（1988年） - 役人
    - 第17話「評判の、早春蘭が死を招く!」（1989年）

  - 続続・三匹が斬る!
    - 第2話「若君とチンと松茸、草の根分け探し出せ」（1990年）
    - 第10話「怪盗ムツゴロウ、祭囃子を聞いて死ね!」（1990年）
    - 第19話「さらば三匹、消えた七番目の隠密」（1990年）

  - また又・三匹が斬る!
    - 第5話「悪の華、散らせて見せます美保の関」（1991年）- 密偵
    - 第6話「伝説の、不老長寿の尼が行く」（1991年）
    - 第13話「鬼っ子が母と慕うはいかさま女」（1991年）

  - 新・三匹が斬る!
    - 第5話「牢破り、女一匹駄賃づけ」（1992年）- 役人
    - 第15話「妖怪のカッパ退治は美女と道づれ」（1992年） - 浪人
    - 第22話「さらば三匹、死出の旅への王手飛車」（1993年） - 役人
- 名奉行 遠山の金さん（ANB / 東映）※ 志茂山高也のみ出演
  - 第1シリーズ
    - 第2話「女盗賊の三つの謎」（1988年）- 北町同心
    - 第18話「二つの顔の仕事人」（1988年） - 三国屋
    - 第23話「これにて一件落着」（1988年） - 浪人

  - 第2シリーズ
    - 第6話「甘い囁きは女の敵」（1989年） - 久蔵の子分
    - 第23話「江戸ゆきさん殺人事件」（1989年）

  - 第3シリーズ
    - 第8話「金さん富くじに当たる」（1990年）- 野次馬
    - SP3「江戸は燃えているか! 加賀百万石の陰謀」（1990年） - 千次
    - 第26話「白い肌に謎の刺青」（1991年） - 浪人

  - 第4シリーズ 
    - 第6話「大奥騒乱!千両箱の罠」（1991年） - 茂助
    - 第14話「お目付け桜に惚れたひと」（1992年） - 矢場の客

  - SP6「江戸城転覆! 覗かれた赤毛の女」（1992年） - 通辞
  - 第5シリーズ
    - 第8話「白い肌に溺れた与力」（1993年）- 信者
    - 第16話「獄門台から逃れた男と女」（1993年）- 柳屋
    - 第21話「裏切った悪女!」（1993年） - 用心棒
    - 第31話「帰ってきた暴れん坊」（1993年）
- 八百八町夢日記（NTV）※ 志茂山高也のみ出演
  - 第1シリーズ
    - SP1「夢を追って」（1989年）
    - SP2「一千両の大勝負」（1989年）
    - 第14話「ねの字小僧参上」（1990年）
    - 第21話「お人好し」（1990年）- 家臣
    - 第32話「信玄谷の忍び花」（1990年）- 川津の家来

  - 第2シリーズ
    - 第2話「私が惚れた男」（1991年）- 吉蔵
    - 第13話「ツいてない男」（1992年）
    - 第14話「うたかたの晴れ着」（1992年）
    - 第17話「暗闘」（1992年）
    - 第34話「夢之介最大の危機」（1992年）- 片桐
- 将軍家光忍び旅（テレビ朝日 / 東映） ※ 志茂山高也のみ出演
  - 第1シリーズ （1990-91年）
    - 第3話「日陰に咲くか夫婦武士道」 - 坂本
    - 第12話「大井川、決死の関所破り!」 - 権
    - 第19話「家光が用心棒? 桑名の宿の仇討ち!」 - 横山の配下

  - 第2シリーズ （1992-93年）
    - 第1話「暗雲ただよう中山道! 家光を狙う妖しい美女と謎の黒幕!」
    - 第6話「妻籠哀しや! おさと観音」- 役人
    - 第16話「軽井沢、旗本五千石を敵と狙う女」- 家臣
    - 第21話「愛しき姫よ、静かに眠れ」- 人足
- 銭形平次 (北大路欣也版) 第2シリーズ 第14話「顔のない盗賊」（1992年、CX）※ 志茂山高也のみ出演
- 闇を斬る!大江戸犯科帳（1993年、NTV）　※ 志茂山高也のみ出演　
  - 第10話「江戸城御金蔵を狙え」
  - 第12話「鬼の棲(す)む島夢の島」
- 裸の大将 第72話「少女と清の母恋し」（1995年、KTV / 東阪企画） - お遍路さん
- 盤嶽の一生 （フジテレビ / 映像京都）
  - 第1話「わが愛刀よ」（2002年3月5日）- 各務十蔵　※山根伸介のみ出演
  - 第9話「げんこつ親分」（2005年5月9日、時代劇専門チャンネル）‐ 弥兵衛  ※南方英二のみ出演

## 著書
- 私を斬った100人（レオ企画）
- ジャイアンツこそわが人生（山根著、1994年7月、かもがわ出版、ISBN 4-87699-147-2）